# Praia do Oitizeiro
Praia do Oitizeiro
A Praia do Oitizeiro é uma praia agreste do município de São Mateus, estado do Espírito Santo.